# 18 nivôse
18 frimaire 18 pluviôse
L'octidi 18 nivôse, officiellement dénommé jour de la pierre à chaux, est le 108e jour de l'année du calendrier républicain.
C'était généralement le 7e jour du mois de janvier dans le calendrier grégorien.